# 地球壊滅リスク

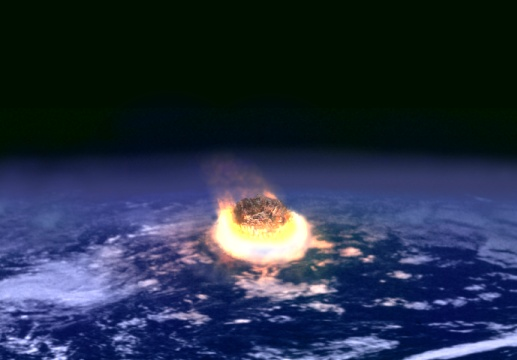
重大な 小惑星激突の視覚的想像。或る小惑星によって非-鳥類の恐竜絶滅が引き起こされたのかもしれない。

地球壊滅リスク（ちきゅうかいめつリスク、英: Global catastrophic risk）は、現代文明（英語:  modernity ）を危機に晒すもしくは破壊する程度の、地球的規模において人類の安寧に損害を及ぼしかねないと仮説される未来の出来事である。
特に20世紀の終わりから多くの著者らによって導入された、この概念は、哲学者ニック・ボストロムによって2008年に理論化と精密化がなされた。人類の絶滅や永久的かつ劇的な人類の減少を引き起こしうるものは（人類）存亡リスク （英:   existential risk）として知られる。この概念も同様にボストロムにより2002年に呼称を提案された。
潜在的な地球壊滅リスクは人類（の技術、統治、気候変動）によって引き起こされる人為的（英:   anthropogenic）リスクと、非人為的もしくは外的リスクを含む。技術的リスクの事例は、汎用人工知能による人類滅亡のリスクと破壊的な生物工学もしくはナノテクノロジーである。 世界大戦のような、社会的かつ政治的領域で不十分なもしくは有害なグローバル・ガバナンスが生み出すリスクは、 核による大虐殺 （英語:  nuclear holocaust）、遺伝子組換え生物を使用する 生物兵器テロリズム （英語:  bioterrorism）、電力系統のようなライフラインを破壊するサイバーテロリズム；もしくは自然の感染症の汎流行の管理の失敗である。 地球環境管理 （英語:  earth system governance）の領域における問題とリスクは地球温暖化、種の絶滅を含む自然破壊、 不公平な資源配分の結果としての飢饉、人口過多、凶作及び非持続可能な農業を含む。
非人為的リスクの事例は小惑星の天体衝突、 巨大火山噴火、致死的ガンマ線爆発、電気設備を破壊する磁気嵐、自然の長期的な気候変動、敵性地球外生命、或いは地球を飲み込む太陽の赤色巨星への膨張変形を予想し得る。

## 分類

ボストロムの論文Existential Risk Prevention as Global Priorityによる、範囲／強度-格子。縦軸が範囲、横軸が強度、橙色の部分は存亡リスクの範囲を表し、その外側の赤の部分は地球壊滅リスクの範囲を表す

### 地球壊滅リスクと存亡リスク
地球壊滅リスクは、少なくとも範囲において地球規模であり、強度において主観的に見えないものではないものであるところの何らかのリスクである。強度において、すべての未来の世代に影響を及ぼし（それらが問題となっている物体や有機物を完全に絶やすことを意味する）「終末」であるところのこれらは、存亡リスクとして分類される。地球壊滅リスクは地球上の生命の莫大な大部分を殺傷するかもしれないうちに、人類はまだ復活する可能性がある。存亡リスクは、これに対し、人類を全く破壊するかまたは文明の復活の如何なる機会をも妨げるものである。

## 可能性
幾つかのリスクは、地球で過去に起き、地学的記録に残されたものであるところの現象の結果による。同時に現代の観測をもって、それは未来に起きるであろうそのような事象の、知見を要する可能性の評価が可能である。例えば、絶滅水準の 彗星または小惑星の衝突事象は、西暦2100年以前では百万分の一と見積もられている。破局噴火は別の事例である。 トバ山を含む、それらの最後の噴火の時に殆ど人類文明を消滅させただろう、幾つかの歴史的な巨大噴火が知られている。地学的記録はこの特別な巨大噴火が大よそ50,000年毎に再噴火することを示唆する
。

## 存亡リスクの倫理的重要性
何人かの学者らは、将来世代の大きな利益となることの理由をもって、存亡リスクを引き下げることを強く支持している。デレク・パーフィットは、地球を住めなくさせる 太陽の膨張の前に、私たちの子孫は40億年生き延びるかもしれないので、絶滅は大きな損失となるだろうことを主張する。ニック・ボストロムは一層大きな可能性が 宇宙植民地にあると主張する。もし将来の人類が宇宙に移住すれば、1兆年に亘って、他の惑星で彼らはとても多くの数の人々を維持することができるかもしれない。従って、少しでも存亡リスクを下げることは、将来に存在するだろう人々の予見される数においてとても顕著な衝撃となろう。

## リスクの潜在的要因
壊滅的リスクの幾つかは、隕石の衝撃や巨大火山の噴火のような、自然によるものである。幾つかのこれらは過去に大量絶滅を引き起こした。一方で、幾つかのリスクは、地球温暖化、環境の劣化、巧みに工作された感染症の汎流行や核戦争のような、人為的なものである。

### 人為的
ケンブリッジ大学のCambridge Projectは、人類にとっての「最大の脅威」は人為的なものであると言う；それらは人工知能、地球温暖化、核戦争、凶暴なバイオテクノロジーであるFuture of Humanity Institute（英語:  Future of Humanity Institute ）も人類絶滅は自然の原因よりも人類由来の原因からの結果の方がもっともらしいと述べる。。

#### 既知のリスク

##### 環境災害
世界的凶作
や生態系サービスの崩壊のような、環境的なもしくは生態的な災害は、人口過多、経済発展、非持続可能な農業の、先行する傾向によって引き起こされる。

##### 鉱物資源の枯渇
経済学での開祖者で生態経済学のパラダイム創始者の、ルーマニア系アメリカ人 （英語:  Romanian Americans）の経済学者のニコラス・ジョージェスク-レーゲン （英語:  Nicholas Georgescu-Roegen）は、人類の人口と消費の水準を維持する地球の許容限度である地球の 環境容量は、 鉱物資源の地球の有限な保有が予め取り出され使用されるにつれ、将来において時折減少するよう制限される；そして従って、世界経済全体は不可避な将来の破綻、人類文明自体の崩御へ向かって行くことを主張した。

##### サイバー攻撃
サイバー攻撃は個人的データから電力系統までのあらゆるものを破壊する恐れがある。 Foresight Institure の共同創業者で元代表の クリスティーヌ・パターソン （英語:  Christine Peterson ）は、電力系統におけるサイバー攻撃が壊滅リスクとなり得るのを信じる。

##### 世界人口と農業危機
二十世紀は医療開発と、緑の革命のような農業生産性での驀進に従い、人口の急速な増加を見た。緑の革命が地球上至る所の農業の形を変えた時の、1950年から1984年の間、世界の穀物生産高は250%で増えた。農業での緑の革命は世界規模の人口増加または実質可能な人口増加の速度を保つよう食料生産を助けた。緑の革命のためのエネルギーは、（天然ガスの）肥料、（石油の）駆除剤、ならびに炭化水素燃料の灌漑の形での、化石燃料によって与えられた。

##### 戦災と大衆暴動

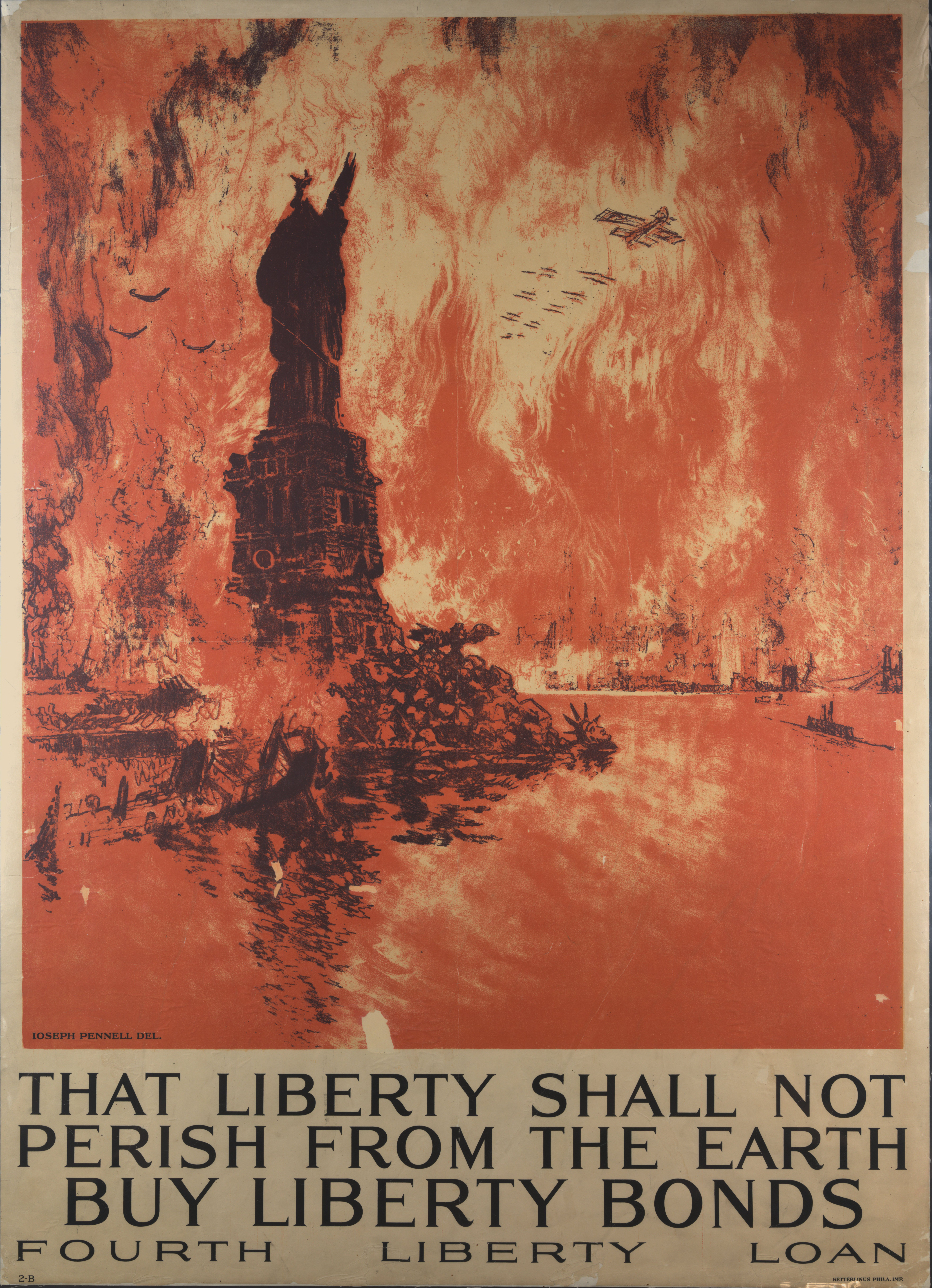
ジョセフ・ペネル の1918年ののポスターは、炎上するニューヨークの絵に画いたようなイメージを想い起こさせる。

最も度々探求されてきた筋書きは、核戦争と 最終兵器である。誤った警報に対する応答での核攻撃の間違った開始は一つの有り得る筋書きである；これと近似して 1983年のソビエト連邦の誤核警報事変 （英語:  1983 Soviet nuclear false alarm incident ）は起きた。年間当たりの核戦争の確率は低いけれども、マーティン・ヘルマン教授はそれを長期的には避けられないものとして述べる；確率が０に達することなく、文明の運が尽きるある日不可避的にそれらは到来する。

##### 地球温暖化
地球温暖化は十九世紀またはそれ以前からの人類の技術によって引き起こされた温暖化を意味する。将来の気候変動の予測は、更なる地球温暖化、海面上昇、そして極端な気象の出来事や気象由来の災害の頻度の増大を示唆する。地球温暖化の影響は、生物多様性の喪失、既存の食料生産システムへのストレス、マラリアのような既知の感染症の伝播の増大、そして急速な微生物の突然変異を含む。2017年11月に、184の国からの354人の科学者により宣言が示された。それは化石燃料利用からの温室効果ガスの増大水準は、人類の人口増加、無森林化、並びにとりわけ食肉消費のための反芻動物の農場経営による農業生産のための土地の過剰利用は、今後数十年の人類の悲惨の増大の予測のところの道筋の方向に傾いていると述べる。

#### 未知のリスク

##### 実験的な技術の事故
ニック・ボストロムは知識の追求において、人類は意図せずに地球や太陽系を破壊しうる装置を作るかもしれない事を示唆する。核物理学や高エネルギー物理における探求は破局的結果をもった通常ではない状況を生み出せたかもしれない。例えば、科学者は最初の核実験（英語:  first nuclear test ）は大気を発火させたかもしれないことを心配した。他にはRHICについての懸念（英語:  worred that the RHIC ）
やLHCが、ブラックホール、ストレンジレットもしくは偽の真空状態を伴う連鎖反応の地球規模の事故を起こすかもしれない。これらの部分的な懸念は取り組まれてきた、しかし一般的な懸念は残されている。

##### 人工知能
もし人工知能システムが急速に超知能になるならば、それらは予測しない行動をとったり人類と競争して勝るかもしれない。哲学者のニック・ボストロムによれば、現れる最初の超知能は、目標を達成することを妨げるいかなる企ても仮想的にくじくのと同様に、ほとんどのどんな可能な貴重な成果ももたらすだろうことが、あるかもしれない。このようにして、人間性に無関心な超知能は、もし無関係な目標へ、人間を障害として認知するならば、危険になりうる。ボストロムのSuperintelligenceという本の中で、彼はこれを人工知能の管理の問題（英語:  AI control problem ）として定義した。物理学者のステファン・ホーキング、マイクロソフトの創始者のビル・ゲイツ、スペースエックスの創始者のイーロン・マスクはこれらの懸念に共感した。ホーキングはそのような人工知能は「人類の終焉を招き」うると理論上想定したこともあった。

##### ナノテクノロジー
多くのナノスケールの技術が開発中もしくは今利用される。顕著な地球壊滅リスクを引き起こすよう現れる唯一のものは、原子の精度で複雑な構造を組み立てられるようにする技術の、 分子工場である 。

##### バイオテクノロジー
バイオテクノロジーは（ウイルス、バクテリア、細菌、植物、動物の）生物工学的生物の形で地球壊滅リスクを持ち出しうる。多くの場合においてそれらの生物は人間、家畜、作物または私たちが依存する生物（例えば 花粉媒介者、腸内細菌）の病原体となるだろう。しかしながら、いかなる生物も 生態系の機能を破局的に破壊しうる、例えば、主要作物より勝る競争力の強い雑草は、バイオテクノロジーの危険を持ち出す。

### 非人為的

#### 感染症の汎流行
大規模の人数の公衆において荒廃させる影響をもっていた、感染症の汎流行の歴史的事例が数多くある。今日、人間の活動の先例のない規模と速度は地域的な検疫を通り抜ける今までにあった流行性のものよりも一層困難にさせる、そして別の不確かな感染源とリスクの性質の進化は自然の感染症の汎流行が人間の文明に対して現実の脅威となりうることを意味する
。

## 提案された緩和策
地球環境管理 （英語:  planetary management）とプラネタリー・バウンダリーの尊重は生態系崩壊を防ぐアプローチとして提案されてきた。これらのアプローチの視野の範囲内で、気候工学は大気の化学での人類由来の変化を退けるかもしくは打ち消す計画的な大規模な技術と地球環境の操作を含む。宇宙植民は絶滅の筋書きでの生き残る見込みを改善する提案された代替案である。この範囲の解決策は巨大技術（英語:  megascale engineering ）を要求するかもしれない。地球規模の 食糧倉庫 （英語:  food storage ）は提案されてきた、しかし資金費用が高くなるだろう。さらに、それらは今日の 栄養失調 による毎年の何百万の死亡に寄与する恐れがある。

### 地球壊滅リスクとグローバル統治
不十分なグローバル・ガバナンスは社会的および政治的領域でのリスクを生み出すが、そのガバナンスのメカニズムは技術的または社会的変化よりもゆっくりと発展する。政府による、一般的な公的セクターと同様の、リスクを有効に処理し、種々の込み入った利害関係の間の協定や判決を下すガバナンスのメカニズムを欠いた、私的セクターの問題がある。グローバルなシステミックリスクの相互関係のひとつの理解においてこれはさらに横たわっている。グローバルガバナンスの見越しや欠乏において、諸国家の政府は地球壊滅のために独自に理解、緩和、そして準備しうる。

### 気候保障計画
2018年に、ローマクラブは気候変動の大きな活動を呼び求めて、そしてClimate Cmergency Planを出版した、それは地球平均での温度上昇を摂氏1.5度に制限するような10項目の活動を提案する。さらに、2019年には、クラブはより包括的なPlanetary Emergency Planを出版した。

### 宇宙植民
宇宙植民が絶滅シナリオから生き残る確率を高めるための代替策として提案されている。
イーロン・マスクは人類は絶滅回避のために多惑星種になるべきだと書いている。
マスク氏は自社スペースXで火星の植民に使用されることを望む技術開発を行っている。

### 生存計画
地球規模の災害を生き残る目的のため、特別製の1つ以上の居住地を設立することを提案する学者もいる。
この居住地は自給自足が可能で、辺境にあり、恒久的な居住が行われることが想定されているものである。
スヴァールバル世界種子貯蔵庫は北極圏の島にある山の中に設けられており、世界中の農作物を保管するために設計されている。

## 諸組織
ブレッティン・オブ・ジ・アトミック・サイエンティスツ（創立1945年）は、第二次世界大戦後の核戦争の可能性に一般の人々が不安を感じるようになった後に創立された、地球壊滅リスク関連団体の古い一つである。それは核戦争と核エネルギーに関係するリスクを研究し、1947年に創始された世界終末時計の運営で有名である。Foresight Institute（創立1986年）はナノテクノロジーのリスクとその利益を確かめた。それは、地球規模で混乱した別の無害な技術の意図しない結果を研究する最も初期の団体の一つだった。それは「グレイグー」を仮定したK・エリック・ドレクスラーによって創立された。

## リスクにおける本当らしさの評価

### フェルミのパラドックス
1950年に、イタリア人の物理学者のエンリコ・フェルミは、人類がまだ地球外の文明に出会っていないのは何故（なぜ）か不思議に思った。「宇宙全体のどこに？」という自問だった。 宇宙の年齢 の一定の存在、それに星の数の膨大さから、地球が格別例外的でなければ、地球外生命はきっとありふれているだろう。この奇妙さは フェルミのパラドックス の名前で知られる。
それは多く（の者）が受け入れなかったけれども、パラドックスについて示された説明は存亡リスクの概念である、そしてさらにまさしく、私たちが観測することをさせるところの（または私たちが訪（たず）ねたことをさせたところの）文明という観念は、人類の出現が消失されることを有している。

## リスクの認知

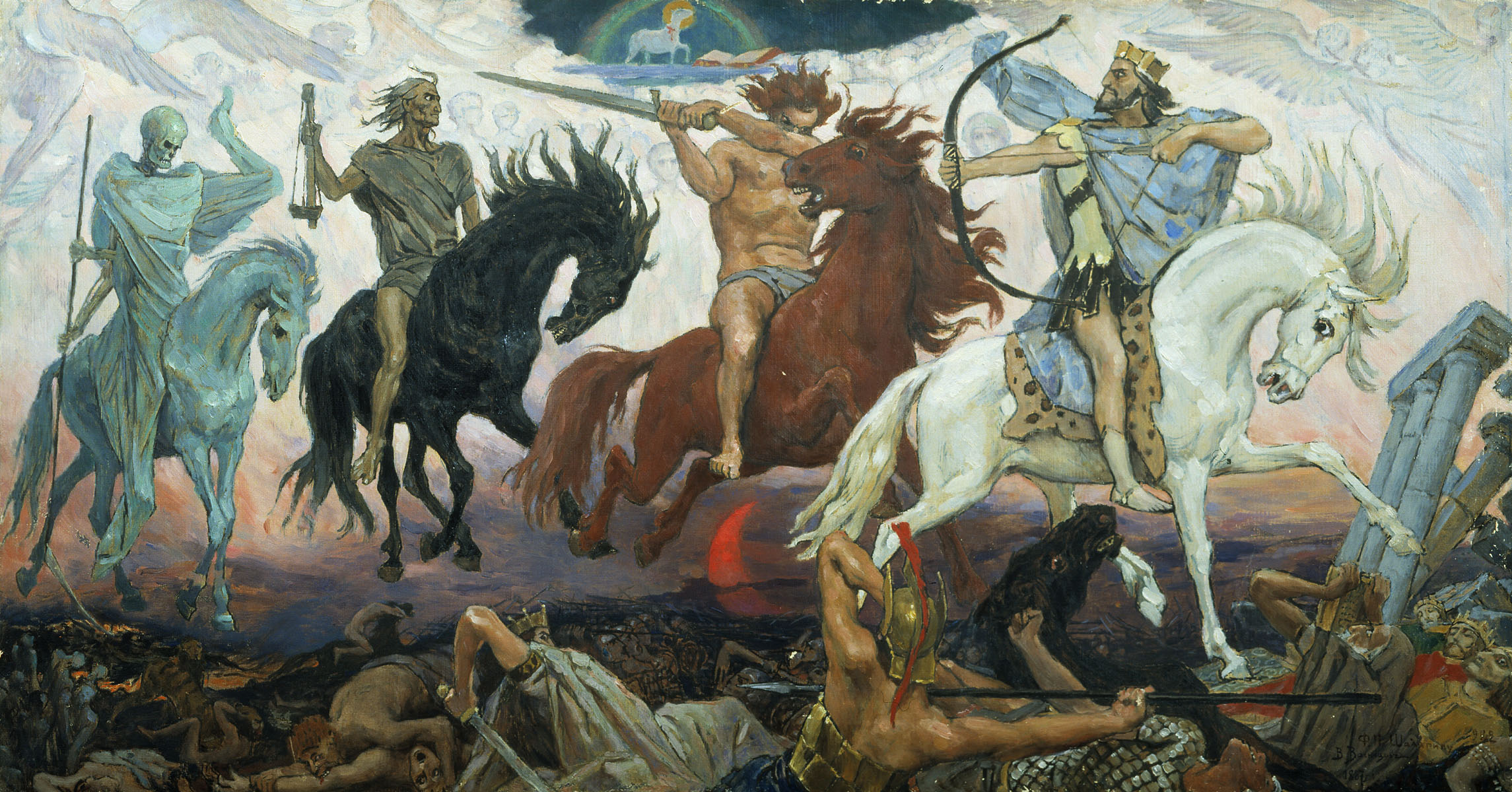
による1887年の絵画の中の4人の黙示録の騎手（左から右に、ペスト、飢饉、戦争、征服）

エリザー・ユーコフスキー （フランス語:  Eliezer Yudkowsky）によると、規模不感受性、利用可能性ヒューリスティック、合接の誤謬、情動ヒューリスティック、それらとダニング＝クルーガー効果を表すものであるバイアスすなわち偏見の内、幾つかの認知バイアスが、地球壊滅リスクの重要性を評価する個人や集団のものの態度に影響を与える。

## 分析と批判
前出の節における詳細のリスクにおける重要性はまれに否定される、まさに、もしリスクは人間をもって、しばしば最小限に見積もられるものであるならば；しかしながら、ニック・ボストロムの分析は異なった多数の視点から批判された。

### 技術的批判
ニック・ボストロムの彼の本の中で述べられた幾つものリスクは大袈裟（おおげさ）な（それどころか空想の）判断であった、もしくは時間のスケールにおける対応があまりにも広すぎるのでそれはほとんど即時の脅威の再編成のせいで少し馬鹿らしく思われる。

### 哲学的見解
ニック・ボストロム彼自身が支持する、人間の肉体と精神の特性を改善するために科学技術における活用を賞賛するひとつの観念形態である、トランスヒューマニズムの分析は；そしてそれは、その可能性をまったく開発する人間性を妨げることを防ぐものであるすべての事も一つの存亡リスクと考える；それは、恒星間宇宙の征服が一億（= 100万 × 100）年の規模での予測しうる宇宙的危険において人類を安全な場所に隠れるのを与えさえるひとつだけのところのものの例として評価し、このような移民に必要な技術的可能性の消滅を存亡リスクの種類の内に置く。

## フィクションにおけるもの

### 文学

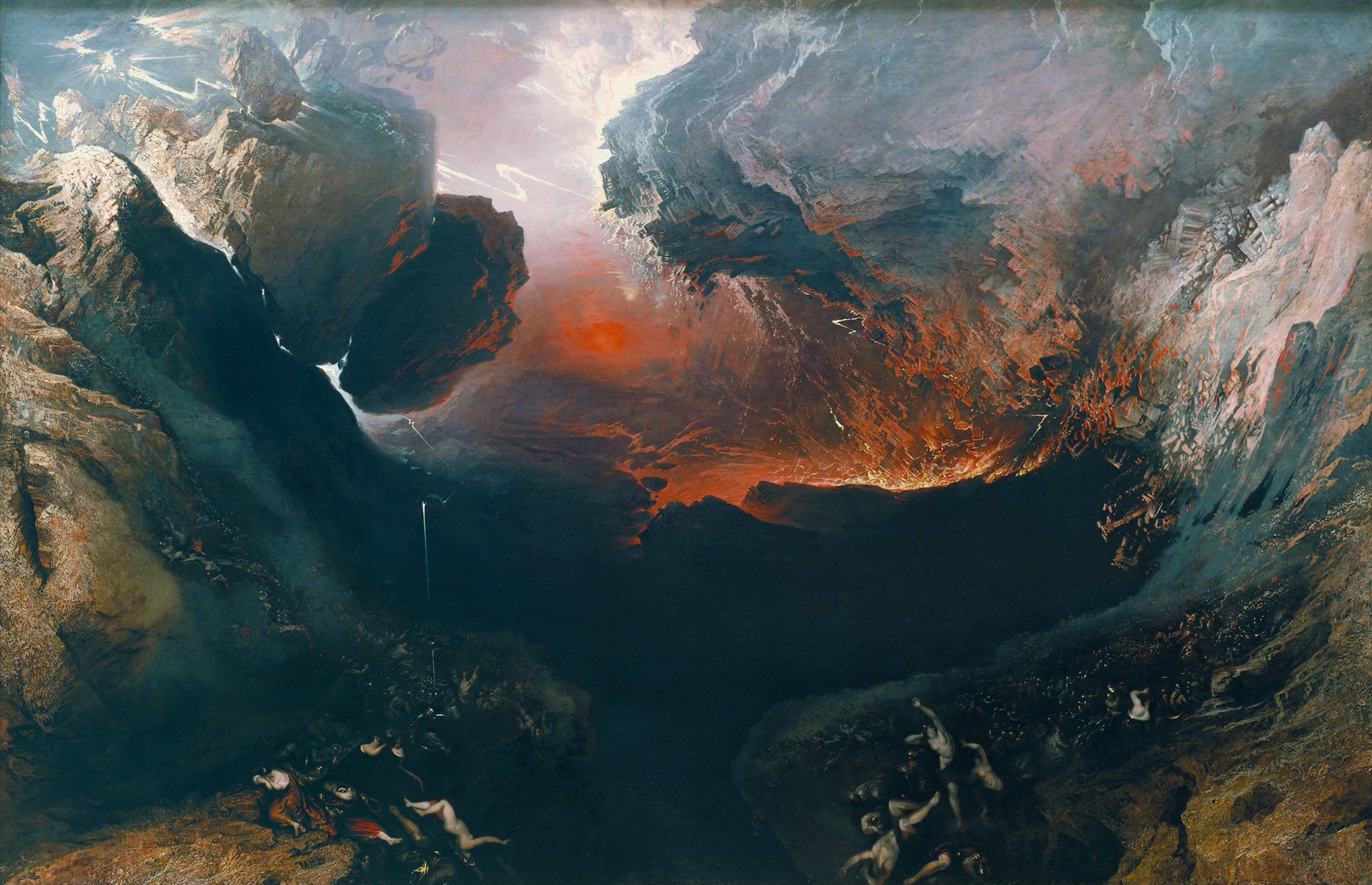
ジョン・マーティンの1853年の絵、La Fin du monde

地球壊滅の筋書きは、その萌芽を古代神話の総覧においても有する；ギルガメッシュ叙事詩における生きるものすべてを飲み込む大洪水、北欧神話のラグナロクでの氷、水、火炎による破壊、十の災いの項目など。しかしながら、これらの物語は、科学的もしくは社会的な本当らしさを心配しない、いかなる1950年代頃のサイエンスフィクションを提示するものではない；著名な『 1984年』の例外を除いた、（ニック・ボストロムの《甲高い悲鳴》（仏:   hurlement、英:   shriek）に照応する）ディストピアのその描写は、同じ様にして、それらが提示する 現実感を出すための、陰影の部分の暗色の強調であるところの、そのシステムの一貫性と発展性を少しも気に懸けない。

### 映画
映画の歴史において現れて以来、壊滅あるいは破局は、（例えば一例としての1927年のメトロポリスをもって）本題の成立要件を満たした。その作品はディストピアを扱った、しかしながら、『マッドマックス』シリーズにおけるような、ひとつの荒廃した世界の描写への映画監督自身の愛着というよりはむしろ、その映画監督の難しい、最初の映画と考えられる。
1990年代から開始以来の、デジタル特殊効果における並外れた進歩は新しい芸術的息吹をパニック映画に与えた『インデペンデンス・デイ』（1996年）は地球外からの侵略に、『ボルケーノ』（1997年）は満員の都市に向けての火山噴火に関係し、あるいはまた『アルマゲドン』（1998年）は脅迫的な衝突の小惑星による破壊を描写する。「機械の反抗」を例証するものとして、『ターミネーター』シリーズと『 マトリックス』シリーズの映画もまた同じく引用されるかもしれない。2004年の、ローランド・エメリッヒによる『デイ・アフター・トゥモロー』は急激な気候変動を描写する。しかしながら、すべてこれらの映画はそれらの写実性（仏:   réalisme）と本当らしさ（或（ある）いは迫真性、仏:   vraisemblance ）を欠くものとしての重い批判がある。
加えてまだ最近の、地球壊滅ものの別の類型である、パンデミックの特別なオンデマンド映画を供給する、特殊効果の少ない一層写実的な、この類型でかなり著名な映画は『コンテイジョン』である。